# Ausschreibung, Vergabe und Abrechnung
Ausschreibung, Vergabe und Abrechnung (AVA) sind im Bauwesen die zentralen Stichworte, wenn ein Leistungsumfang beschrieben, ausführende Auftragnehmer nach Verhandlungen beauftragt werden und Leistungen nach der Bauausführung abgerechnet werden. Somit werden durch diese Stichworte die wesentlichen Leistungen der Objekt- und Fachplanung in den Leistungsphasen 6, 7 und 8 nach der Honorarordnung für Architekten und Ingenieure bezeichnet.

## Rahmenbedingungen
In Deutschland ist der Ausgangspunkt der staatlichen Beschaffung das Haushaltsrecht. Diese verpflichtet öffentliche Baulastträger als Treuhänder des Geldes der Steuerzahler nach dem Prinzip Wirtschaftlichkeit und Sparsamkeit zu handeln. Eine Folge davon ist, dass sich die öffentliche Hand verpflichtet hat Bauleistungen gemäß den Bestimmungen der Vergabe- und Vertragsordnung für Bauleistungen (VOB) Teil A zu vergeben und den daraus folgenden Bauverträgen die VOB/B (und damit automatisch auch die VOB/C) zugrunde zu legen. Private Auftraggeber können die VOB anwenden, müssen es aber nicht. Die VOB gilt als ausgewogenes Vergaberecht, welches keine Seite (Auftraggeber und -nehmer) bevorzugt. Entscheidet sich der private Auftraggeber Bauleistungen unabhängig von der VOB auszuschreiben und ausführen zu lassen, gelten nur die Grundsätze des BGB.
Die Grundsätze für die Vergabe und Abwicklung von öffentlichen Bauaufträgen werden vom Deutschen Vergabe- und Vertragsausschuss für Bauleistungen (DVA) erarbeitet und weiterentwickelt.
Neben der schonenden Verwendung von Haushaltsmitteln bei der Beschaffung von Sachmitteln zur Erfüllung staatlicher Aufgaben soll das Vergaberecht die Gewährleistung eines freien und fairen Wettbewerbs sicherstellen. Zudem haben sie eine Schutzfunktion gegenüber den freien Berufen und mittelständischen Unternehmen zu erfüllen.

### Einheitspreisvertrag
Aus der Schutzfunktion gegenüber dem Mittelstand ergibt sich, dass Vergaben getrennt nach einzelnen Gewerken über jeweils eigenständige Leistungsverzeichnisse (LV) einer Vergabe an nur einem Auftragnehmer (Generalunternehmen) vorzuziehen sind. Zur Ausschreibung mit dem Ziel eines Einheitspreisvertrages werden die in der Leistungsbeschreibung enthaltenden, erforderlichen Leistungen sinnvoll gegliedert, meist nach den Kostengruppen der DIN 276 und in Positionstexten möglichst detailliert beschrieben. Vorlagen zur vereinheitlichten, technischen Spezifikation von Bauleistungen können dem Standardleistungsbuch (StLB) entnommen werden. So aufgebaute LVs führen zu vergleichbaren Angeboten und einem freien Wettbewerb durch Chancengerechtigkeit der Bieter.
Das Vergabeverfahren ist in der VOB Teil A detailliert beschrieben. Den Zuschlag erhält das wirtschaftlichste Angebot. Während der Bauausführung kann der Einheitspreisvertrag bzw. das zugrunde gelegte LV an die tatsächliche Entwicklung der Vorgaben des Bauherren angepasst werden.  Hierbei werden dem LV durch Nachträge Positionen angefügt. Bei Einheitspreisverträgen werden die erbrachten Leistungen auf Grundlage eines Aufmaßes abgerechnet. So ergibt sich nach der Bauausführung ein exaktes und somit faires Bild der erbrachten und zu vergütenden Leistungen.

### Funktionale Leistungsbeschreibung (FLB)
Im Blatt 1 der VDI 6026 werden im Abschnitt 4.3 Entwurfsplanung zwei Varianten beschrieben. In der Variante „normal weiterlaufend“ wird vorausgesetzt, dass auf Grundlage der Grobbemessung aus der Vorplanung eine Verfeinerung erarbeitet wird, letztlich aber die Endbemessung durch den gleichen Fachplaner erst in der Ausführungsplanung erfolgt.
Bei der Variante „hier endend“ dient die Entwurfsplanung als Grundlage zur Beauftragung von dem ausführenden Bauunternehmen. Der Vertrag mit dem Bauunternehmen sieht dann auch die Erstellung der Ausführungsplanung vor. Bei dieser Variante wird durch den Planer, nach der Genehmigung der Entwurfsplanung vom Auftraggeber, eine funktionale Leistungsbeschreibung (FLB) (vgl. § 7c VOB/A) erstellt. Ein FLB besteht im Allgemeinen aus einem Leistungsprogramm, der Baubeschreibung, technischen Erläuterungen, Zeichnungen und ggf. sonstigen sachdienlichen Unterlagen. Im Leistungsprogramm werden die technischen, wirtschaftlichen, gestalterischen und funktionsbedingten Anforderungen von dem zu errichtenden Bauwerk beschrieben. Mengenangaben hingegen gehören nicht zwingend zu einer FLB. Eine FLB mit dem Ziel der Bindung eines Generalunternehmers bezieht sich auf das gesamte zu errichtende Bauwerk. Aber auch FLBs für einzelne Anteile von einem Bauvorhaben oder Einzelleistungen bei einer Sanierung, sind nicht unüblich. Die Vergabe der Leistung unterscheidet sich insofern von der bei Einheitspreisverträgen, dass bei FLB-Angeboten nur die abgefragten Summen der einzelnen Bieter, nicht jedoch die Preise jeder Position verglichen werden können. Dieser Unterschied schlägt sich dann auch auf die Abrechnung der Bauleistungen durch.

## AVA-Software
AVA-Software bildet den Prozess von Ausschreibung, Vergabe und Abrechnung datentechnisch ab und ist somit als ein elektronisches Hilfsmittel für die entsprechenden Bearbeitungsphasen der AVA-Bereiche zu sehen. Eingesetzt wird eine solche Software hauptsächlich im Baubereich bei Einheitspreisverträgen. Mit AVA-Programmen werden Leistungspositionen und Vordersätze einer Ausschreibung angelegt und strukturiert gegliedert. Die so erstellten Positionen lassen sich im Vergabeprozess mit den Angebotspreisen der verschiedenen Bieter versehen und in einem Preisspiegel gegenüberstellen. Diese Gegenüberstellung wird nach genauer Kostenbewertung zur Aufklärung der Angebote (§ 15 VOB/A) und zur Ermittlung der potentielle Auftragnehmer herangezogen.
Massen (Vordersätze) können aus CAD-Daten ermittelt bzw. aus CAD-Programmen übernommen werden. Leistungsverzeichnisse können manuell oder mit Positionstexten aus Datenbanken erstellt werden. Positionstexte werden in Datenbanken verwaltet, von Drittanbietern vorgefertigte Positionstexte können integriert werden.
Mittels GAEB-Datenaustausch wird der Prozess zwischen Planer und Anbieter elektronisch (papierlos) abgebildet. Hierbei ist zwischen den Formaten GAEB90, GAEB2000 und GAEBXML zu unterscheiden. Letzteres ist mittlerweile weit verbreitet und nicht nur in AVA Programmen zu finden. Allerdings ist der Austausch trotz des standardisierten XML-Schemas nicht immer reibungslos möglich. Deshalb ist besonders zu empfehlen, dass die entsprechenden Programme ein gültiges GAEB-Zertifikat aufweisen.
Im Rahmen des „Building Information Modeling“ (BIM) erfolgt eine noch weiter gehende Integration von CAD-Planung und AVA-Prozessen.